# Bursellia cameroonensis
Bursellia cameroonensis är en spindelart som beskrevs av Robert Bosmans och Rudy Jocqué 1983. Bursellia cameroonensis ingår i släktet Bursellia och familjen täckvävarspindlar.
Artens utbredningsområde är Kamerun. Inga underarter finns listade.